# 299 v. Chr.
Portal Geschichte | Portal Biografien | Aktuelle Ereignisse | Jahreskalender | Tagesartikel

◄ |
4. Jahrhundert v. Chr. |
3. Jahrhundert v. Chr. |
2. Jahrhundert v. Chr. |
►

◄ | 310er v. Chr. | 300er v. Chr. | 290er v. Chr. | 280er v. Chr. |
270er v. Chr. |
►

◄◄ | ◄ | 302 v. Chr. | 301 v. Chr. | 300 v. Chr. | 299 v. Chr. |
298 v. Chr. |
297 v. Chr. |
296 v. Chr. |
► |
►►
Staatsoberhäupter

## Ereignisse

### Politik und Weltgeschehen

#### Mittelmeerraum
- Der thrakische König Lysimachos heiratet Arsinoë II., die Tochter des ägyptischen Königs Ptolemaios I.
- Lachares wird Tyrann von Athen.
- Rom gründet an der Via Flaminia am mittleren Tiber an der Stelle der alten Stadt Nequinum die latinische Kolonie Narnia, woraufhin es erneut zu Konflikten zwischen Römern und Etruskern kommt.
- Agathokles von Syrakus besetzt die westgriechische Insel Kérkyra.

#### Kaukasus
- Pharnabazos begründet im heutigen Georgien das Reich Iberien.

#### Kaiserreich China
- Im Kaiserreich China kommt es zum Krieg zwischen den Staaten Qin und Chu.

### Religion und Kultur
- Simon der Gerechte wird Hohepriester der Juden. Er ist Nachfolger von Onias.
- um 299 v. Chr.: Baubeginn am Leuchtturm von Alexandria, einem der sieben Weltwunder.

## Gestorben
- Titus Manlius Torquatus, römischer Politiker